# Olaf Rosenow
Olaf Rosenow (* 9. April 1957) ist ein deutscher Badmintonspieler.

## Karriere
Olaf Rosenow gewann national 1979 seine erste Medaille bei deutschen Einzelmeisterschaften. Im Jahr zuvor hatte er bereits die Hungarian International im Doppel mit Rolf Heyer gewinnen können. Ein Jahr später siegte er mit Gerd Kattau bei den Swiss Open. 1985 wurde er mit dem TV Mainz-Zahlbach deutscher Mannschaftsmeister.

## Sportliche Erfolge
| Saison    | Veranstaltung                     | Disziplin    | Platz | Name |
| --------- | --------------------------------- | ------------ | ----- | --- |
| 1972/1973 | Deutsche Einzelmeisterschaft U18  | Herrendoppel | 2     | Olaf Rosenow / Hans-Dieter Nieth (PSV Grün-Weiß Wiesbaden / VfN Hattersheim)                                                   |
| 1973/1974 | Deutsche Einzelmeisterschaft U18  | Mixed        | 1     | Olaf Rosenow / Jutta Vogel (PSV Grün-Weiß Wiesbaden)                                                                           |
| 1974/1975 | Deutsche Einzelmeisterschaft U18  | Herrendoppel | 1     | Olaf Rosenow / Johann Claassen (PSV Grün-Weiß Wiesbaden / Badminton Club Kleve)                                                |
| 1974/1975 | Deutsche Einzelmeisterschaft U18  | Mixed        | 2     | Olaf Rosenow / Jutta Vogel (PSV Grün-Weiß Wiesbaden)                                                                           |
| 1974/1975 | Deutsche Einzelmeisterschaft U18  | Herreneinzel | 2     | Olaf Rosenow (PSV Grün-Weiß Wiesbaden)                                                                                         |
| 1975/1976 | Deutsche Einzelmeisterschaft U22  | Mixed        | 2     | Olaf Rosenow / Jutta Vogel (PSV Grün-Weiß Wiesbaden)                                                                           |
| 1976/1977 | Deutsche Einzelmeisterschaft U22  | Herreneinzel | 2     | Olaf Rosenow (PSV Grün-Weiß Wiesbaden)                                                                                         |
| 1976/1977 | Deutsche Einzelmeisterschaft U22  | Mixed        | 1     | Olaf Rosenow / Jutta Vogel (PSV Grün-Weiß Wiesbaden)                                                                           |
| 1977/1978 | Deutsche Einzelmeisterschaft U22  | Herrendoppel | 2     | Olaf Rosenow (PSV Grün-Weiß Wiesbaden) / Thomas Hagemann (SV Unkel)                                                            |
| 1978      | Hungarian International           | Herrendoppel | 1     | Rolf Heyer / Olaf Rosenow |
| 1978/1979 | Deutsche Einzelmeisterschaft      | Herrendoppel | 2     | Georg Simon (TuS Wiebelskirchen) / Olaf Rosenow (TV Mainz-Zahlbach)                                                            |
| 1978/1979 | Deutsche Einzelmeisterschaft U22  | Herrendoppel | 1     | Georg Simon / Olaf Rosenow (TuS Wiebelskirchen / TV Mainz-Zahlbach)                                                            |
| 1978/1979 | Deutsche Einzelmeisterschaft U22  | Mixed        | 1     | Olaf Rosenow / Jutta Vogel (TV Mainz-Zahlbach)                                                                                 |
| 1978/1979 | Deutsche Einzelmeisterschaft U22  | Herreneinzel | 1     | Olaf Rosenow (TV Mainz-Zahlbach)                                                                                               |
| 1979      | Swiss Open                        | Herrendoppel | 1     | Gerd Kattau / Olaf Rosenow |
| 1979/1980 | Deutsche Einzelmeisterschaft      | Herrendoppel | 2     | Georg Simon (TuS Wiebelskirchen) / Olaf Rosenow (TV Mainz-Zahlbach)                                                            |
| 1981/1982 | Deutsche Einzelmeisterschaft      | Mixed        | 3     | Olaf Rosenow / Brigitte Steden (TV Mainz-Zahlbach / TSV Glinde)                                                                |
| 1982/1983 | Deutsche Einzelmeisterschaft      | Herrendoppel | 3     | Georg Simon / Olaf Rosenow (TuS Wiebelskirchen / TV Mainz-Zahlbach)                                                            |
| 1983/1984 | Deutsche Mannschaftsmeisterschaft | Mannschaft   | 2     | TV Mainz-Zahlbach (Thomas Künstler, Stefan Frey, Jürgen Gebhardt, Mathias Klein, Olaf Rosenow, Mechtild Hagemann, Gabi Simon)  |
| 1984/1985 | Deutsche Mannschaftsmeisterschaft | Mannschaft   | 1     | TV Mainz-Zahlbach (Thomas Künstler, Stefan Frey, Jürgen Gebhardt, Mathias Klein, Olaf Rosenow, Mechthild Hagemann, Gabi Simon) |